# Karl August Wildenhahn
Karl August Wildenhahn (* 16. Februar 1805 in Zwickau; † 12. Mai 1868 in Bautzen) war ein evangelischer Theologe und religiöser Schriftsteller.

## Leben
Wildenhahn besuchte das Gymnasium in Zwickau und studierte ab 1824 an der Universität Leipzig evangelische Theologie. Nach der Staatsprüfung unterrichtete er als Lehrer in Lichtenstein/Sa. Nach fünf Jahren ging er nach Dresden zu Ludwig Tieck, um wie dieser schriftstellerisch tätig zu werden. Anschließend wechselte er wieder zurück zur Theologie und wurde 1837 Pfarrer in Schönefeld. 1840 wechselte er als Pfarrer an die Petrikirche in Bautzen. Dort lebte er nach seiner Promotion zum Dr. theol. bis zu seinem Tode als Kirchen- und Schulrat sowie religiöser Schriftsteller. Aus seiner Feder stammen u. a. die Erzgebirgischen Dorfgeschichten, eine zweibändige Anthologie (1848 bzw. 1850).